# Bernhard Thiersch
Johann Bernhard Thiersch noto anche con gli pseudonimi Robert Walthers e Th. Reisch (Kirchscheidungen, 26 aprile 1793 – Bonn, 1º settembre 1855) è stato un docente prussiano.

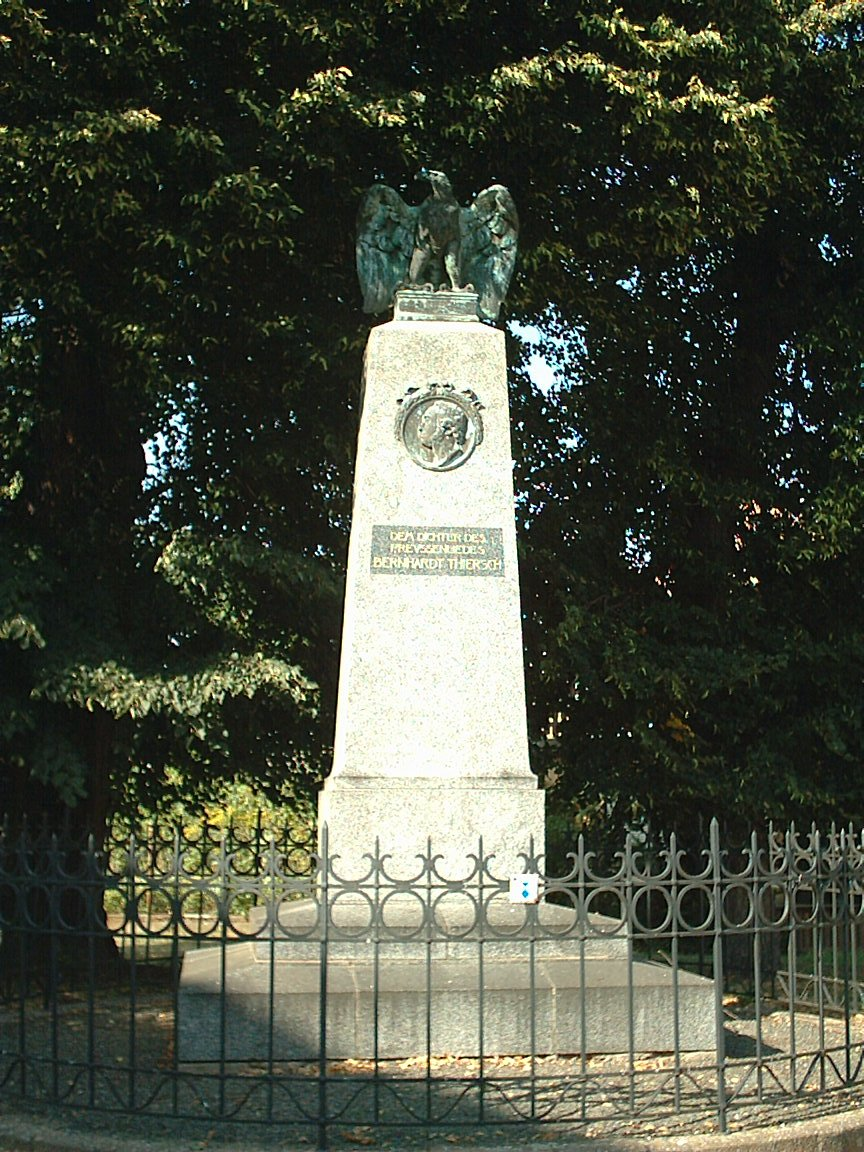
Memoriale di Bernhard Thiersch a Kirchscheidungen

Nel 1830 scrisse il testo dell'inno prussiano, Preußenlied.

## Biografia
Proveniente da famiglia di modeste origini, frequentò il liceo Schulpforta e poi studiò filologia classica ad Halle e Lipsia . Nel 1812 fu uno dei fondatori del Corpo Saxonia di Lipsia. Ottenne un dottorato e lavorò, dal 1817, come insegnante alla Friedrichsschule Gumbinnen. Si sposò e divenne il patrigno di Otto von Corvin. L'anno seguente si trasferì a Lyck, poi nel 1823 come insegnante senior presso la scuola di grammatica della cattedrale di Halberstadt.
Il filologo Friedrich Thiersch era uno dei suoi fratelli.
Nel settembre del 1833, succedette a Johann Wilhelm Kuithan e divenne direttore del ginnasio della città di Dortmund. Istituì speciali classi, a partire dalla quarta, per servire gli interessi della prima classe media industriale. Implementò le standardizzazioni nel curriculum richiesto dall'amministrazione culturale prussiana. Contro il divieto del consiglio comunale di Dortmund, descrisse l'ex arcigymnasium imperiale come reale prussiano e introdusse un nuovo sigillo con l'aquila prussiana. Durante la Rivoluzione di marzo del 1848, fu coinvolto nel Club costituzionale, che includeva principalmente membri della borghesia. I suoi superiori tollerarono questa appartenenza, ma si risentirono del fatto che gli studenti del liceo cittadino prendessero parte alle attività rivoluzionarie. Quando si sparse la voce che Thiersch avesse avuto una relazione con la sua lavandaia Caroline Engel, fu costretto a chiedere la pensione. Si ritirò nel gennaio 1855 e morì lo stesso anno la notte tra il 31 agosto e il 1º settembre a Bonn all'età di 62 anni.
Thiersch, originario della Sassonia, la cui patria divenne prussiana nel 1815, era stato entusiasta della Prussia sin dalle guerre di liberazione. Scrisse numerose canzoni e poesie patriottiche. La più nota di queste è l'inno prussiano del 1830 ("Sono un prussiano, conosci i miei colori?"). C'è stato un dibattito su questa canzone con Hoffmann von Fallersleben, il poeta dei Deutschlandlied.
La convinzione politica di Thiersch e la raccomandazione di suo fratello lo aiutarono a diventare direttore a Dortmund, in Prussia, dove, come previsto, lavorava per le autorità scolastiche.
Inoltre, Thiersch ha lavorato come ricercatore locale. Questo impegno era anche radicato nel suo patriottismo. Entrò a far parte dell'Associazione Turingia-Sassone per lo studio dell'antichità e si unì all'Associazione per gli studi di storia e antichità in Vestfalia a Dortmund. Pubblicò diverse opere utilizzando le fonti dell'archivio in gran parte inosservato della città di Dortmund.

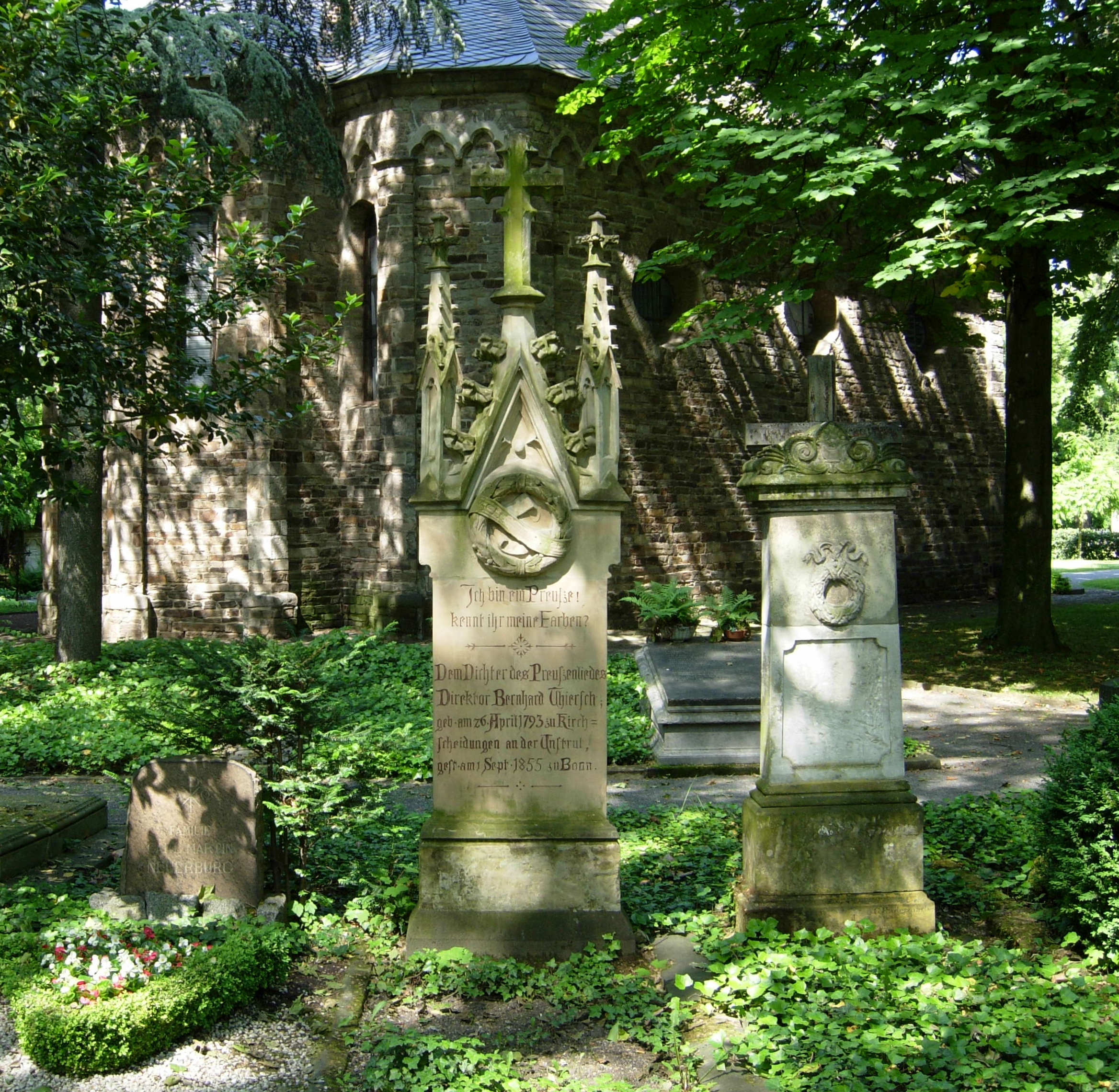
Tomba di Thiersch nel vecchio cimitero di Bonn

Il re Friedrich Wilhelm IV fece erigere un monumento a Bernhard Thiersch nel cimitero di Bonn. Anche la sua città natale, Kirchscheidungen, lo onorò con un obelisco di marmo. Una strada a Dortmund prende il nome da lui e anche Halberstadt gli ha dedicato una strada dopo la caduta del muro.

## Opere
- Bernhard Thiersch, Urgestalt der Odyssee, Königsberg, Unzer, 1821.
- Bernhard Thiersch, Über das Zeitalter und Vaterland des Homer, Halberstadt, 1824.
- Bernhard Thiersch (a cura di), Aristophanes Comoediae, Leipzig, Genther, 1830.
- Bernhard Thiersch, Thesmophoriazusen, Halberstadt, 1832.
- Lieder und Gedichte des Dr. Bernhard Thiersch, von seinen Freunden in und bei Halberstadt für sich hg., Halberstadt, Delius, 1833.
- Bernhard Thiersch, Die Organisation der Gymnasien nach Lorinsers Ansicht, Dortmund, 1836.
- Bernhard Thiersch, Geschichte der Freireichsstadt Dortmund, Dortmund, Krüger, 1854.
- Zahlreiche Publikationen zur westfälischen Feme wie
- Bernhard Thiersch, Verfemung des Herzogs Heinrich des Roten von Bayern durch die heimliche Acht in Westfalen. Ein vollständiger Vemprozeß nach neu entdeckten Urkunden dargestellt, Essen, Bädeker, 1835.
- Bernhard Thiersch, Der Hauptstuhl des westphälischen Vemgerichts auf dem Königsstuhl vor Dortmund. Nach neu entdeckten Urkunden, Dortmund, Krüger, 1838.
- Bernhard Thiersch, Die Femlinde bei Dortmund, Dortmund, Bauer, 1849.